# 莫桑比克国家气象局
莫桑比克国家气象局是莫桑比克的国家气象机构，负责监测该国天气情况，并就有机会威胁该国的热带气旋发出警报。
莫桑比克国家气象局是世界气象组织的成员，总部设于马普托。